# Andrena oulskii
Andrena oulskii är en biart som beskrevs av Radoszkowski 1867. Andrena oulskii ingår i släktet sandbin, och familjen grävbin. Inga underarter finns listade i Catalogue of Life.